# Simone I Sanclemente
(Niccolò Palmieri, Somma della storia di Sicilia, Palermo, 1850, pag. 377)
Simone Sanclemente e Mannina (Trapani, c. 1460 – Trapani, 1541) è stato un nobile e politico italiano.
Nel 1516 fu de facto signore di Trapani.

## Biografia

### Origini familiari
Era figlio del cavaliere Giovanni Sanclemente e della nobildonna Bartolomea Mannina, figlia di Simone Mannina, regio consiliario e di Costanza Naso e Sieri Pepoli, che gli portò in eredità la Tonnara di Scopello e il territorio di Inici. Suo padre discendeva dalla famiglia Santcliment, sua madre dalle famiglie Mannina, Chiaramonte, Naso e Sieri Pepoli.

### Carriera
Regio consiliario, tenente capitano di Trapani e barone di Inici, fu nominato e inviato come ambasciatore della città più volte presso il re Ferdinando il Cattolico, presso l'imperatore Carlo V d'Asburgo e diversi viceré.
Fu senatore di Trapani nel 1503-1504 e tenne in detta città la carica di capitano di giustizia negli anni 1505-1506, nel biennio 1507-1508 e ancora nel 1516, rinunziando però in seguito a tale carica.
Durante la rivolta del 1516, appoggiato da Giovanni Sieri Pepoli, barone di Recalcata, osteggiò i Fardella ponendosi a capo di una delle due fazioni che si contesero il controllo sulla città.
Fu nuovamente senatore di Trapani nel 1526-1527, 
Nel 1529 fu sindaco di Trapani e vice portolano della città nel 1532.
Nel 1535 fu inviato insieme a Gaspare Fardella come sindaco e ambasciatore della città di Trapani al Parlamento siciliano convocato da Carlo V d'Asburgo. 
Nel biennio 1536-1537 tornò a ricoprire la carica di senatore di Trapani.

## Matrimonio e figli
Sposò in prime nozze Diana Ponte, in seconde nozze Francesca Sieri Pepoli. Ebbe numerosi figli:
- Giuseppe, barone di Inici e di Mokarta[15] fu ambasciatore presso il viceré Ferrante Gonzaga nel 1544[2] e sposò Masella Cavaleri[16].

- Giovanni, capitano di due galere, nel 1535 partecipò alla conquista di Tunisi[2]. Fu poi senatore di Trapani nel 1545-1546[17] e nel 1572-1573[18].

- Francesco, senatore di Trapani nel 1546-1547[17].

- Nicola, sposò Caterina Fardella. Ebbe due figli naturali, Federico e Antonia.

- Bartola, sposò Cristoforo Fardella barone di Fontanasalsa.

- Eleonora, sposò Vito Di Vincenzo.

- Giacoma, sposò Francesco Di Vincenzo.

- Margherita, sposò Giova Pietro Di Ferro.

- Bartolomea, sposò Giovanni Sieri Pepoli barone di Recalcata, figlio di Giovanni[4]

- Eufemia, sposò un membro della famiglia Ravidà.

## Monumento funebre
La tomba di Simone Sanclemente è collocata nella cappella di famiglia presso la chiesa di san Domenico a Trapani.
| particolare | epitaffio | particolare |
| ----------- | --------- | ----------- |
|             |           |             |

Recita l'epitaffio: